# Jubaea chilensis
Dừa rượu Chile hay dừa Chile (danh pháp khoa học: Jubaea chilensis) là loài thực vật có hoa thuộc họ Arecaceae. Loài này được Juan Ignacio Molina mô tả khoa học đầu tiên năm 1808 dưới danh pháp Palma chilensis. Năm 1816 Karl Sigismund Kunth thiết lập chi Jubaea và mô tả loài Jubaea spectabilis. Năm 1895 Henri Ernest Baillon đồng nhất J. spectabilis với P. chilensis để tạo ra tổ hợp danh pháp Jubaea chilensis.

## Hình ảnh

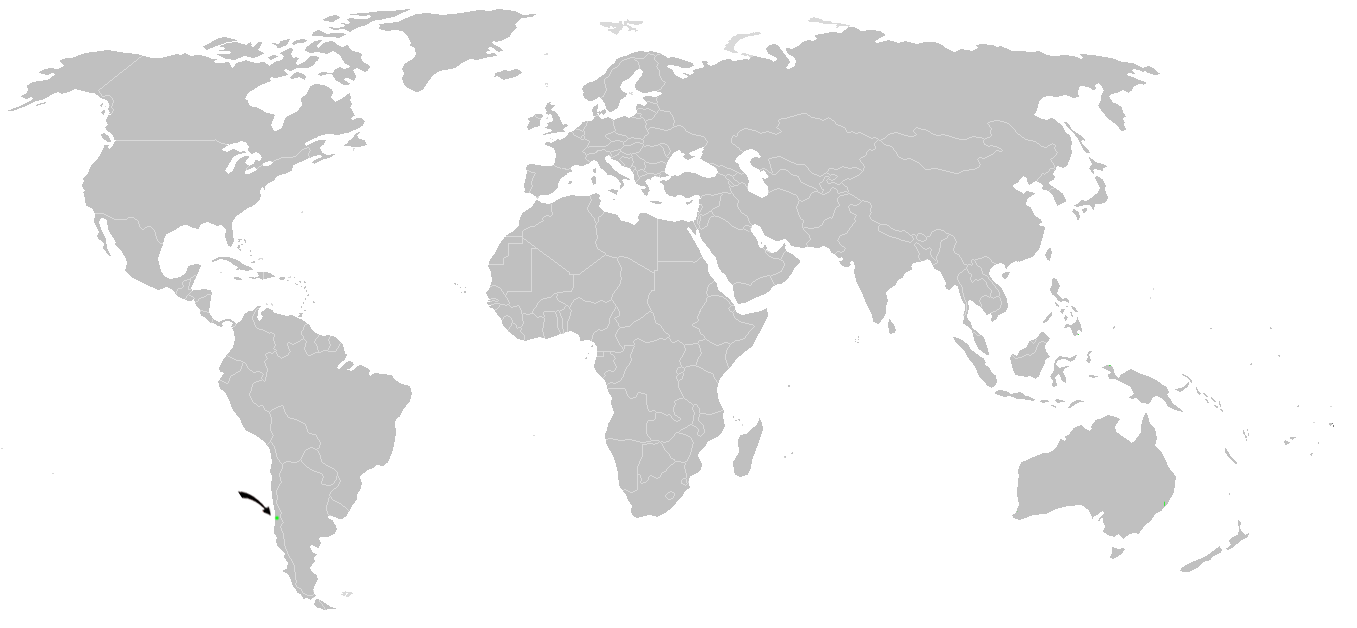
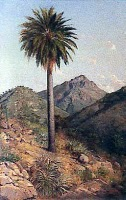